# Thießen
Thießen is een plaats en voormalige gemeente in de Duitse deelstaat Saksen-Anhalt en maakt deel uit van de gemeente Coswig (Anhalt) in de Landkreis Wittenberg.
Thießen telt 700 inwoners.

## Indeling voormalige gemeente
De voormalige gemeente bestond naast de kern Thießen uit het volgende Ortsteil:
- Luko